# 1310-е годы до н. э.
1310-е (ты́сяча три́ста деся́тые) го́ды до на́шей э́ры по пролептическому юлианскому календарю — промежуток времени с 1 января 1319 года до н. э. по 31 декабря 1310 года до н. э., включающий с 1319 по 1311 годы 9-го десятилетия  и 1310 год 10-го десятилетия XIV века 2-го тысячелетия до н. э. Им предшествовали 1320-е годы до н. э., за ними следовали 1300-е годы до н. э. Они закончились 3335 лет назад.

## События

### Ассирия
- 1319 год до н. э. — на трон Ассирии взошёл Арик-ден-или
- 1316 год до н. э. — Король Ассирии Арик-ден-или отправляется в горы Загрос с карательной экспедицией.

### Египет
- 1319 год до н. э. — Хоремхеб взошёл на престол Древнего Египта[1] и стал 13-й фараоном XVIII династии Египта.
- 1316 год до н. э. — Хоремхеб реорганизовал египетскую армию.
- 1313 год до н. э. — Хоремхеб сделал неудачную попытку отбить города Амурру и Кадеш.

### Малая Азия
- 1315 год до н. э. — Царь хеттов Мурсили II подавляет восстания в Арзаве и племена каска.